# Флейшман в біді
«Флейшман у біді» (англ. Fleishman Is in Trouble) — американський драматичний міні-серіал, створений Теффі Бродессер-Акнер на основі її однойменного роману 2019 року. Прем'єра серіалу відбулася 17 листопада 2022 на сервісі Hulu.

## Сюжет
Тобі Флейшман, нещодавно розлучений чоловік сорока семи років, поринає у світ знайомств за допомогою додатків. Але коли в нього з'являються перші успіхи, яких у нього не було в юності, його колишня дружина Рейчел безвісти зникає, залишаючи його з дітьми. Поки він балансує між турботою про дітей, підвищенням у лікарні, де він працює, та всіма жінками Мангеттена, він розуміє, що ніколи не зможе з'ясувати, що сталося з його дружиною, доки не стане більш чесним щодо того, що сталося з їхнім шлюбом насправді.

## В ролях
| Актор              | Роль          |
| ------------------ | ------------- |
| Джессі Айзенберг   | Тобі Флейшман |
| Ліззі Каплан       | Ліббі         |
| Клер Дейнс         | Рейчел        |
| Меара Махоні Гросс | Ханна         |
| Адам Броуді        | Сет           |
| Майкл Гестон       | доктор Бартак |
| Крістіан Слейтер   | Арчер Сільван |
| Джош Реднор        | Адам          |

## Виробництво
12 вересня 2019 року стало відомо, що ABC Signature отримала права на роман «Флейшман у біді», і проект розроблятиметься для FX. Теффі Бродессер-Акнер, автор оригінального роману, була призначена автором екранізації, а також виконавчим продюсером проекту разом із Сюзанною Грант, Карлом Беверлі та Сарою Тімберман. 11 березня 2021 року було оголошено, що проект стане міні-серіалом із дев'яти епізодів, прем'єра якого відбудеться виключно на Hulu.
13 серпня 2021 року стало відомо, що режисерський дует «Маленької міс Щастя» Валері Фаріс та Джонатан Дейтон стануть режисерами кількох епізодів серіалу.
Серіал був випущений 17 листопада 2022 року, перші два епізоди були доступні відразу, а решта виходила щотижня.
У листопаді 2021 року Ліззі Каплан та Джессі Айзенберг приєдналися до акторського складу серіалу, отримавши головні ролі. У січні 2022 року Клер Дейнс та Адам Броуді приєдналися до акторського складу. У квітні 2022 року Крістіан Слейтер та Джош Реднор приєдналися до акторського складу.
Зйомки розпочалися у лютому 2022 року у Нью-Йорку.